# Франсиско Вильярроэль
Франсиско Вильярроэль (исп. Francisco Villarroel; род. 5 мая 1965, Каракас, Венесуэла) — венесуэльский юрист, писатель
, сценарист и кинопродюсер, наиболее известный по фильму 2019 года «Две осени в Париже», который является экранизацией его одноименного романа, опубликованного в 2007 году.

## Биография
5 мая 1965 года он родился в Каракасе, Венесуэла. Он окончил Университет Санта-Мария в качестве юриста, продолжая аспирантуру и магистратуру во Франции и на Мальте. Он является доктором и почетным профессором Карибского морского университета. Более тридцати (30) лет он посвятил себя юридической практике и преподаванию в университете, публикуя книги по морскому праву и международному праву. С 2007 по 2013 год он был президентом Венесуэльской ассоциации морского права и был отмечен как полноправный член Международного морского комитета.
Более тридцати (30) лет он посвятил себя юридической практике и преподаванию в университете, публикуя книги по морскому праву и международному праву. С 2007 по 2013 год он был президентом Венесуэльской ассоциации морского права и был отмечен как полноправный член Международного морского комитета.